# 布里夫-苏亚克机场
布里夫-苏亚克机场（法語：Aéroport de Brive-Souillac），是法国西南部城市布里夫拉盖亚尔德和苏亚克之间的的客运机场，横跨科雷兹省的内斯普勒和洛特省的克雷桑萨克-萨拉扎克两个市镇，距离布里夫拉盖亚尔德市中心大约19公里，距离苏亚克市中心大约21公里。

## 历史
布里夫-苏亚克机场建设计划最初于1983年被提出，经过一系列的选址论证及建设后，该机场于2010年6月10日正式投入商业运营，并取代了原有的布里夫拉罗什机场。

## 争议
布里夫-苏亚克机场在建成初期曾使用“布里夫-多尔多涅河谷机场”（Aéroport de Brive - Vallée de la Dordogne）作为商业名称，该名称引发了苏亚克以及南部-比利牛斯大区政府的不满，他们认为机场名称中理应出现“苏亚克”字样。2012年6月，该机场更为现名。
此外，在2017年的一次访谈中，时任法国交通部长伊莉莎白·博恩在回应中小城市缺乏高速列车服务的现状时声称“布里夫（这样的小城市）不需要A380”，此言论引发布里夫拉盖亚尔德市长和当地民众的强烈愤慨。

## 航空公司与目的地
截至2024年11月，布里夫-苏亚克机场开行2条固定航线和5条季节性航线。
| 航空公司         | 目的地                                  |
| ---------------- | --------------------------------------- |
| Chalair Aviation | 巴黎-奥利                               |
| 阿梅莉亚航空     | 季节性：阿雅克肖、布鲁塞尔、尼斯        |
| 瑞安航空         | 波尔图 季节性：伦敦斯坦斯特德、塞維利亞 |

## 接驳交通
布里夫-苏亚克机场前方建有停车场。此外部分季节性机场巴士停靠布里夫-苏亚克机场，可前往内斯普勒、萨拉拉卡内达、布里夫拉盖亚尔德和苏亚克等地。